# Benedetto Pasqua di Bisceglie
Benedetto Pasqua di Bisceglie (Trani, 28 giugno 1890 – Roma, 3 dicembre 1941) è stato un generale italiano del Regio Esercito durante la seconda guerra mondiale, deceduto durante la seconda guerra mondiale, e distintosi particolarmente nel corso della campagna di Grecia. Decorato con la Croce di Cavaliere dell'Ordine militare di Savoia, la Medaglia d'argento e quella di bronzo al valore militare.

## Biografia
Nacque a Trani, provincia di Bari, il 28 giugno 1890, figlio di Sebastiano e di Saveria di Martino.
Nel 1909 iniziò a frequentare la Regia Accademia Militare di artiglieria e Genio di Torino, da dove uscì con il grado di sottotenente assegnato all'arma di artiglieria, il 13 novembre 1911. Prestò servizio ai vari reggimenti di artiglieria da fortezza, e durante la grande guerra (1915-1918) fu decorato con la Medaglia d'argento al valore militare per un'azione effettuata il 14 agosto 1916 sul Monte Sei Busi (presso Redipuglia), teatro di sanguinose battaglie, e successivamente con la Croce al merito di guerra.
Promosso capitano, nel 1920 fu assegnato prima al 6º Reggimento artiglieria da fortezza, passando successivamente alla Scuola di guerra di Torino, e poi al 1º Reggimento artiglieria pesante campale.
Dal 1º dicembre 1921 fu assegnato in servizio al Ministero della Guerra. Insegnante aggiunto alla Scuola di guerra di Torino nel 1925, fu poi Capo di stato maggiore presso un comando di Corpo d'armata.
Promosso tenente colonnello il 31 dicembre 1926, fu incaricato del comando dell'11º Reggimento artiglieria della 3ª Divisione Militare Territoriale di Alessandria  il 1º ottobre 1936 divenendone poi comandante titolare il 31 dicembre seguente, quando fu promosso colonnello.
A partire dal 10 dicembre 1937 assunse il comando della Scuola ufficiali di complemento di Bra (provincia di Cuneo), sostituendo il colonnello Guido Boselli.
Nel 1938 passò successivamente in servizio presso il comando designato della 3ª Armata, e dal 1 agosto 1939 venne assegnato al I Corpo d'armata di Torino, prima per incarichi speciali, poi quale Capo di stato maggiore.
All'atto dell'entrata in guerra del Regno d'Italia, avvenuta il 10 giugno 1940, partecipò alla battaglia delle Alpi Occidentali e dal 10 settembre successivo fu assegnato in forza al comando del Corpo d'armata celere del generale Giovanni Messe, suo conterraneo, quale incaricato delle funzioni del comando dell'artiglieria.
Rimase con il generale Messe anche quando questi, dal 21 dicembre, si recò in Albania con il Corpo d'armata speciale. Promosso al grado di generale di brigata il 1 gennaio 1941 e nominato comandante dell'artiglieria del Corpo d'armata speciale, partecipò alla campagna di Grecia sino al suo termine ed alla conseguente occupazione della Grecia. Per la sua partecipazione alla campagna ottenne una Medaglia di bronzo al valore militare e la Croce di Cavaliere dell'Ordine militare di Savoia.
Dal 10 luglio rientrò a Roma per incarichi speciali al comando supremo.
Ma per un'infermità contratta durante la campagna di Grecia, fu inviato all'ospedale militare del Celio a Roma dove, purtroppo, morì il 3 dicembre 1941.
Nel 1981 il comune di Trani gli ha dedicato una via.

### Fonti
1. 1 2 3  Generals.
2. 1 2 3 4 5 6  Radiobombo.
3. ↑  Quirinale - Scheda - visto 30 luglio 2019